# الیزابت دودا
الیزابت دودا (لهستانی: Elisabeth Duda؛ زادهٔ ۱۹۷۹) بازیگر و روزنامه‌نگار اهل لهستان است.
از فیلم‌ها یا مجموعه‌های تلویزیونی که وی در آن‌ها نقش داشته‌است، می‌توان به پرستار کودک و بدو پسر بدو اشاره نمود.